# 江洪 (南朝)
江洪，南朝齐济阳人，善于写文章。
司徒竟陵王萧子良开西邸，招文学人士，江洪当时太学生，与王僧孺还有太学生虞羲、丘国宾、萧文琰、丘令楷、刘孝孙等人因善于辞藻被招纳。萧子良曾经在夜里招集学士，刻烛计时作诗，刻一寸就作一首四韵诗，以此为标准。萧文琰说："烧掉一寸烛，而成四韵诗，何难之有？"于是与丘令楷、江洪等人共同敲打铜钵定韵，响声一停则诗成，都写的很好。江洪担任建阳县令，后来因事被处死。